# Паго (река)
Паго (англ. Pago River) — река, одна из самых длинных рек на территории Гуама, образует одну из главных четырёх речных систем острова. Она впадает в залив Паго на восточном побережье острова. Длина реки составляет 4,5 км, площадь бассейна — 23 км².
Деревня Дзонья лежит к югу от устья реки. Река является границей между муниципалитетами Чалан-Паго-Ордот и Дзонья. Также у устья расположены руины деревни Паго, одного из старейших поселений на острове, заброшенное после эпидемии оспы в 1856 году.
У устья реки в заливе Паго расположены коралловые рифы.
Паго считается непересыхающей, хотя во время засухи течение может прекращаться. Сильные дожди регулярно вызывают наводнения. Основные притоки — Лонфит и Сигуа.
Река течёт в основном через глинистые почвы. Вдоль неё раньше выращивали таро и другие культуры.